# Érkisfalu
Érkisfalu település Romániában, Szatmár megyében.

## Fekvése
Szomszédai nyugatra Érszentkirály, délkeletre Krasznamihályfalva, északkeletre Krasznacégény.

## Története
Érkisfalu (Kisfalud) nevét 1391-ben említette először oklevél Kysfalud néven a Károlyi család egyik oklevelében, mikor az idevaló László fia Péter Dobos és Olcsva határperében tanúskodott a Kaplon nemzetséghez tartozó Károlyi Marthard fia: András javára tanúskodott.
1412-ben a Szatmár m-i Kisfalud birtokába zálogjogon az Agmánd nemzetséghez tartozó Szentkirályi Mihály fia Jakab fiait Istvánt és Simont és Jakab fia Miklós fiát Gergelyt.
Ortodox temploma 1863-ban épült, Mihály arkangyal és Gábor arkangyal tiszteltére szentelték fel.